# Neckar-Perle (Schiff, 1975)
Die Neckar-Perle ist ein deutsches Fahrgastschiff.

## Geschichte
Das Schiff wurde 1974/75 in Neckarsulm gebaut. Dieter Schubert erwähnt nur einen Umbau samt Verlängerung im Jahr 1990, Aufnahmen aus verschiedenen Jahren zeigen aber zahlreiche Veränderungen, die im Laufe der Jahre an dem Schiff vorgenommen wurden. Laut Schubert war es im Jahr 2000 noch 33,37 Meter lang und 6 Meter breit, hatte einen Tiefgang von 1,2 Metern und durfte 300 Personen befördern. Angetrieben wurde das Schiff von zwei Motoren, die je 275 PS leisteten. Die Fahrgastzahl ist aber schon seit einigen Jahren, wie Aufnahmen des Schiffes zeigen, auf 250 beschränkt.
Das Schiff fuhr unter dem Namen Neckarbummler für die Personenschifffahrt Stumpf in Heilbronn, bis dieser Betrieb an das Unternehmen Neckar-Personen-Schiffahrt Berta Epple GmbH + Co KG, das unter dem Namen Neckar-Käpt’n aktiv ist, verkauft wurde. Seit der Saison 2022 trägt das Schiff den neuen Namen Neckar-Perle, während aus dem anderen von Stumpf übernommenen Schiff, der Fee, die Neckar-Fee wurde.

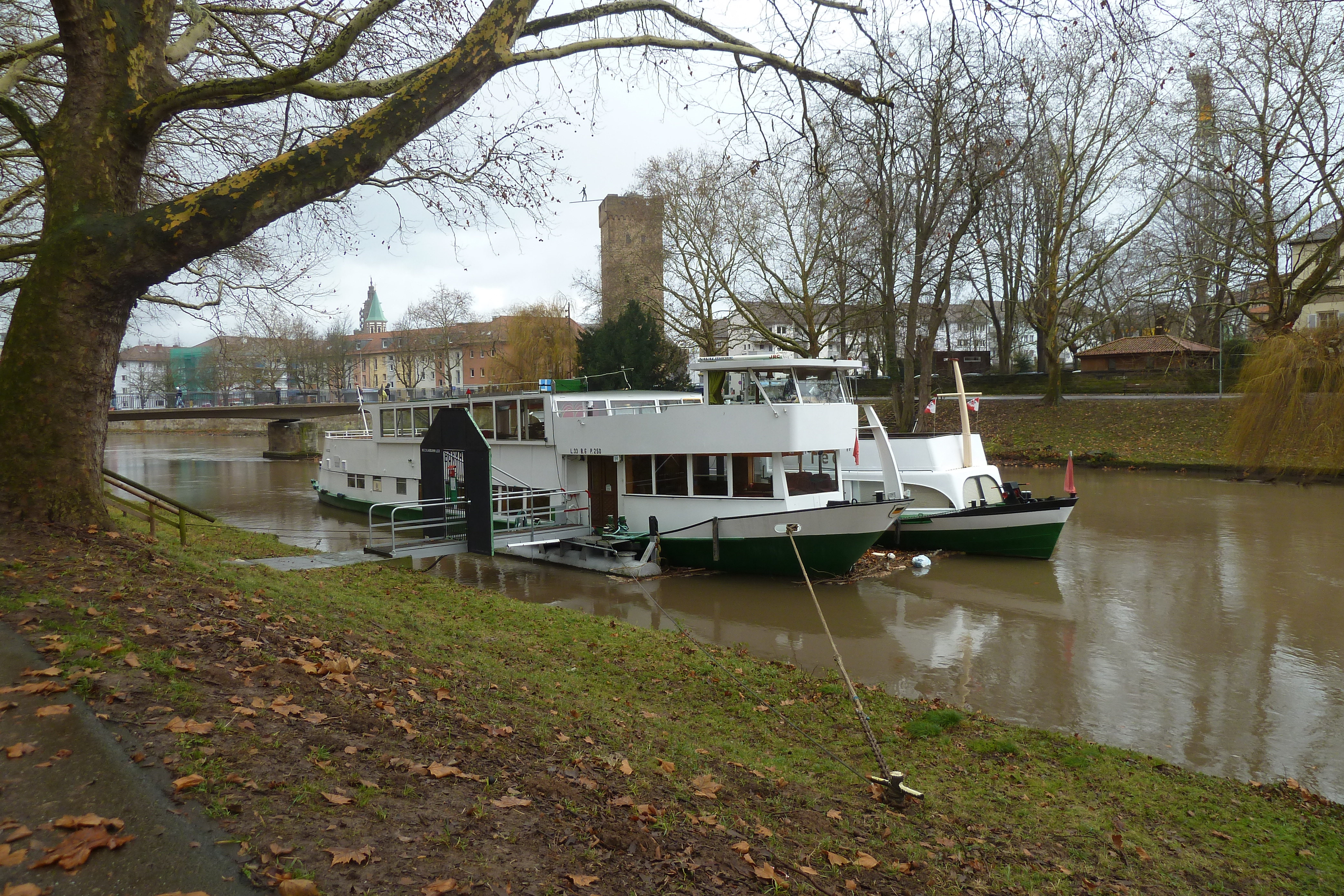
Als Neckarbummler 2015
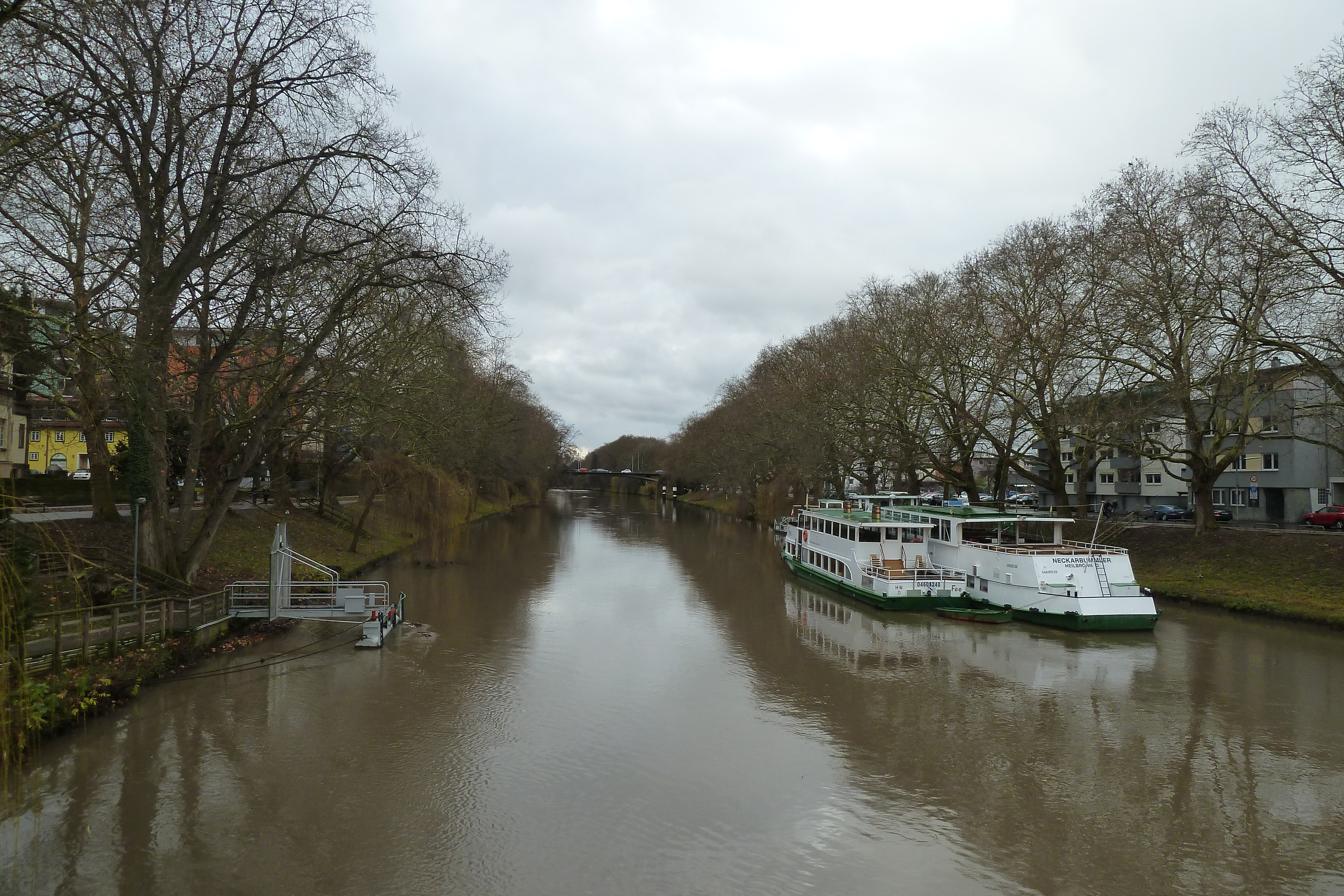
2017